# Störfähre Else

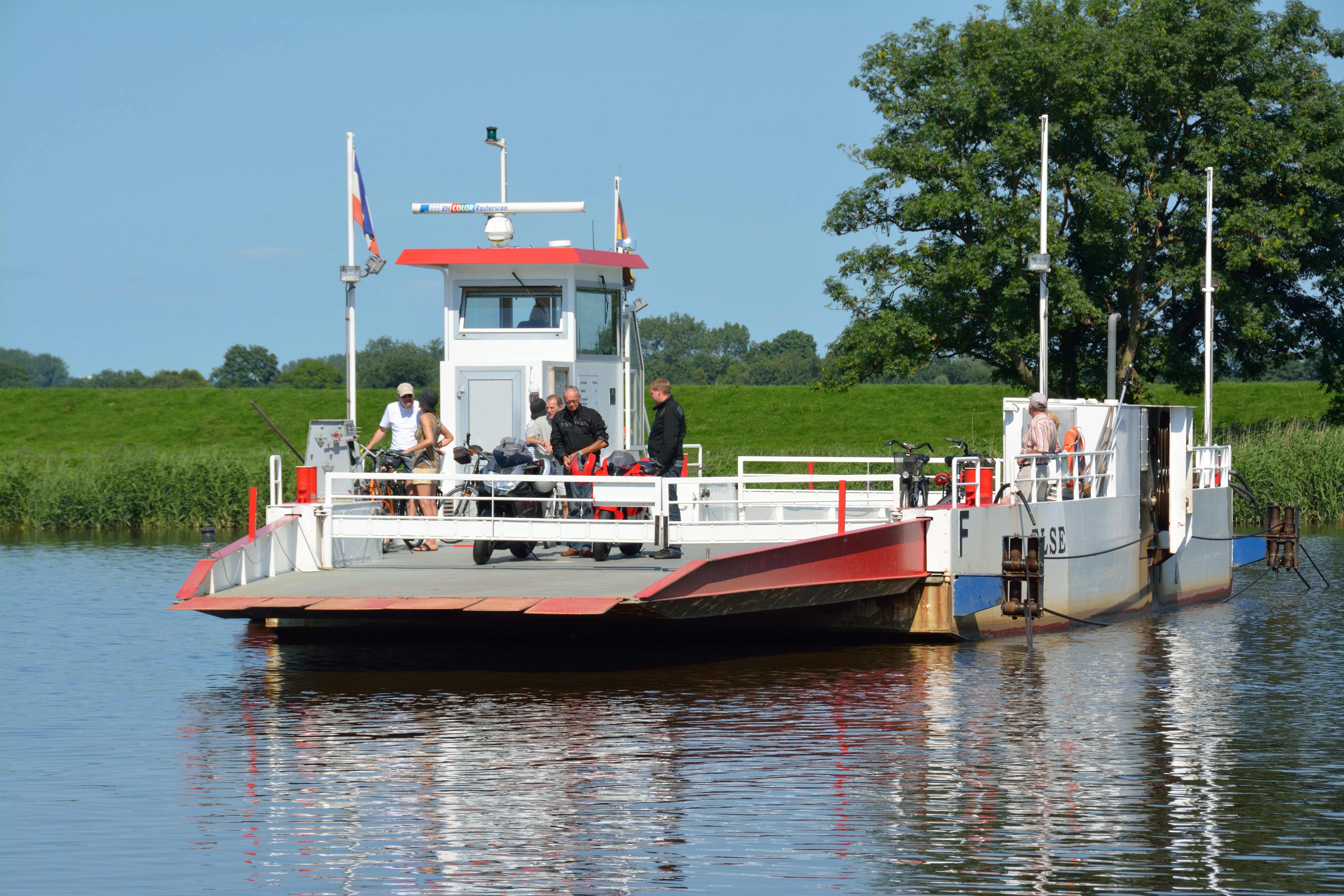
„Else“ auf der Stör

Die Störfähre Else ist eine Seilfähre über die Stör zwischen den Gemeinden Beidenfleth und Bahrenfleth.

## Verkehrsbedeutung und Tourismusattraktion
Die Fährverbindung ist eine der wenigen Verkehrsverbindungen zwischen der Wilstermarsch und der Krempermarsch. Außer ihr gibt es im Unterlauf der Stör nur zwei weitere Möglichkeiten zur Störquerung: Die 12 km flussaufwärts gelegene Klappbrücke Heiligenstedten sowie die 10 km flussabwärts über das an der Flussmündung gelegene Störsperrwerk führende B 431.
Andere Fährverbindungen über die Stör gibt es nicht mehr; die Breitenburger Fähre etwa wurde schon im 17. Jahrhundert durch eine Brücke ersetzt. Lediglich in einiger Entfernung gibt es Fähren über den Nord-Ostsee-Kanal sowie die Elbfähre in Glückstadt. Die Störfähre Else stellt insofern auch eine touristische Attraktion dar.
Seit dem Juni 2018 ist die Fähre das ist 18. Mitglied der Deutschen Fährstraße.

## Betrieb
Die Fähre wird von einer privaten Gesellschaft, der „Fähre Else UG“ aus Wewelsfleth, betrieben. Sie verkehrt nur tagsüber; die Überfahrt dauert etwa eine Minute. Die heutige Fähre Else löste 2006 die alte Fähre gleichen Namens ab, die seit 1940 in Betrieb war.

## Verein
Für das Fortbestehen des Fährbetriebs setzt sich der Förderverein „Störfähre Else e.V.“ ein.

## Bilder

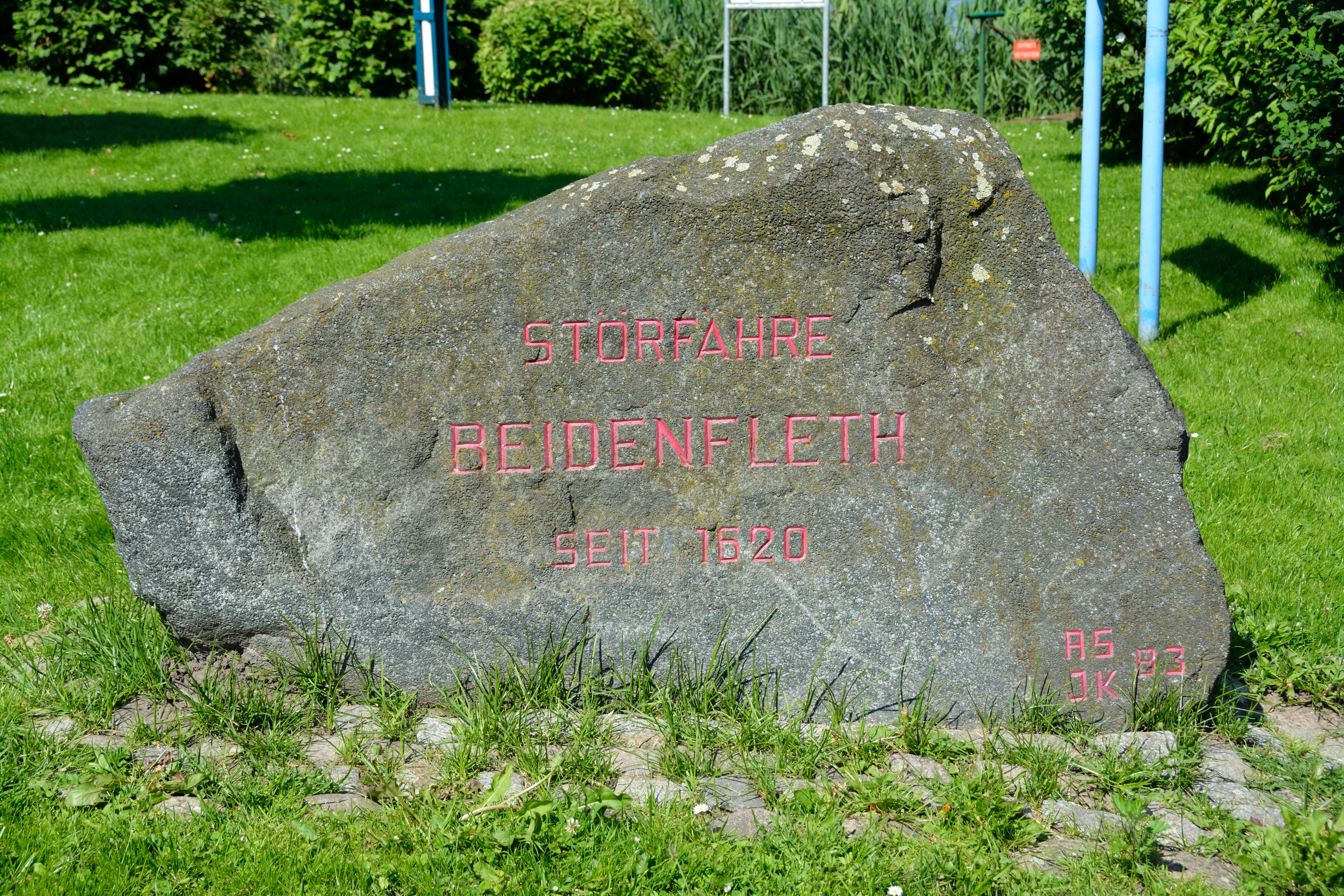
Am Anleger in Beidenfleth
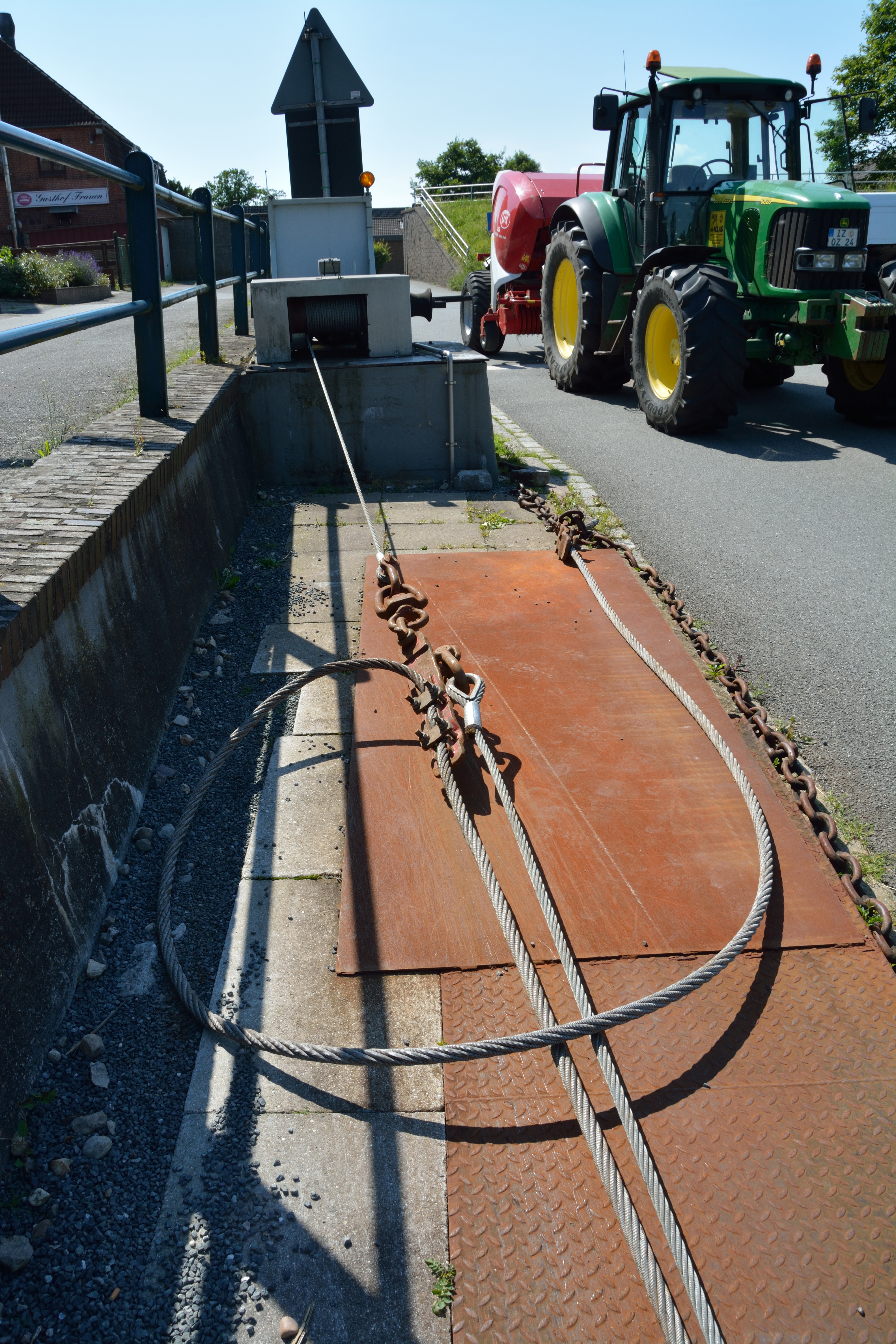
Verankerung des Fährseils
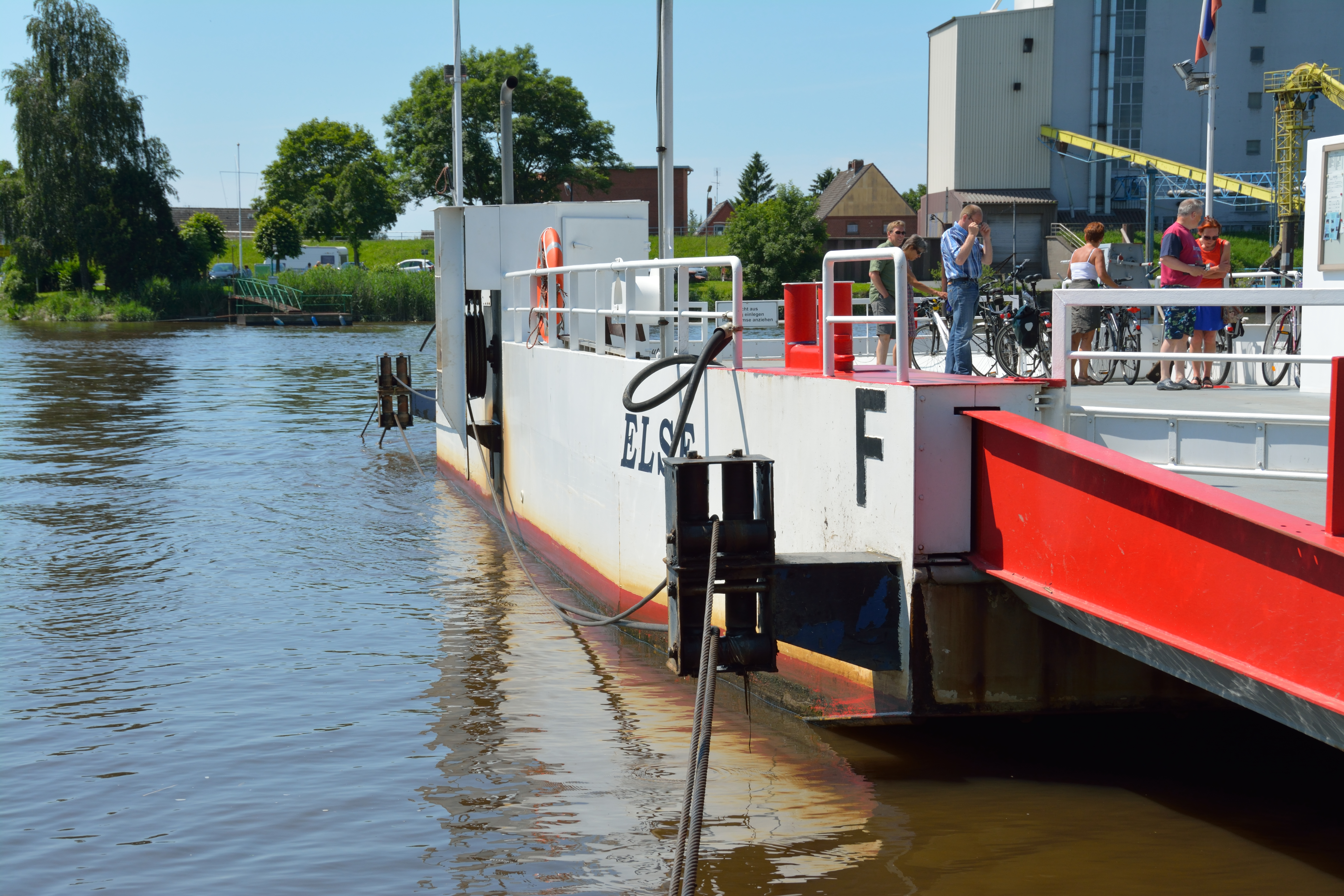
Mechanik des Seilzugs
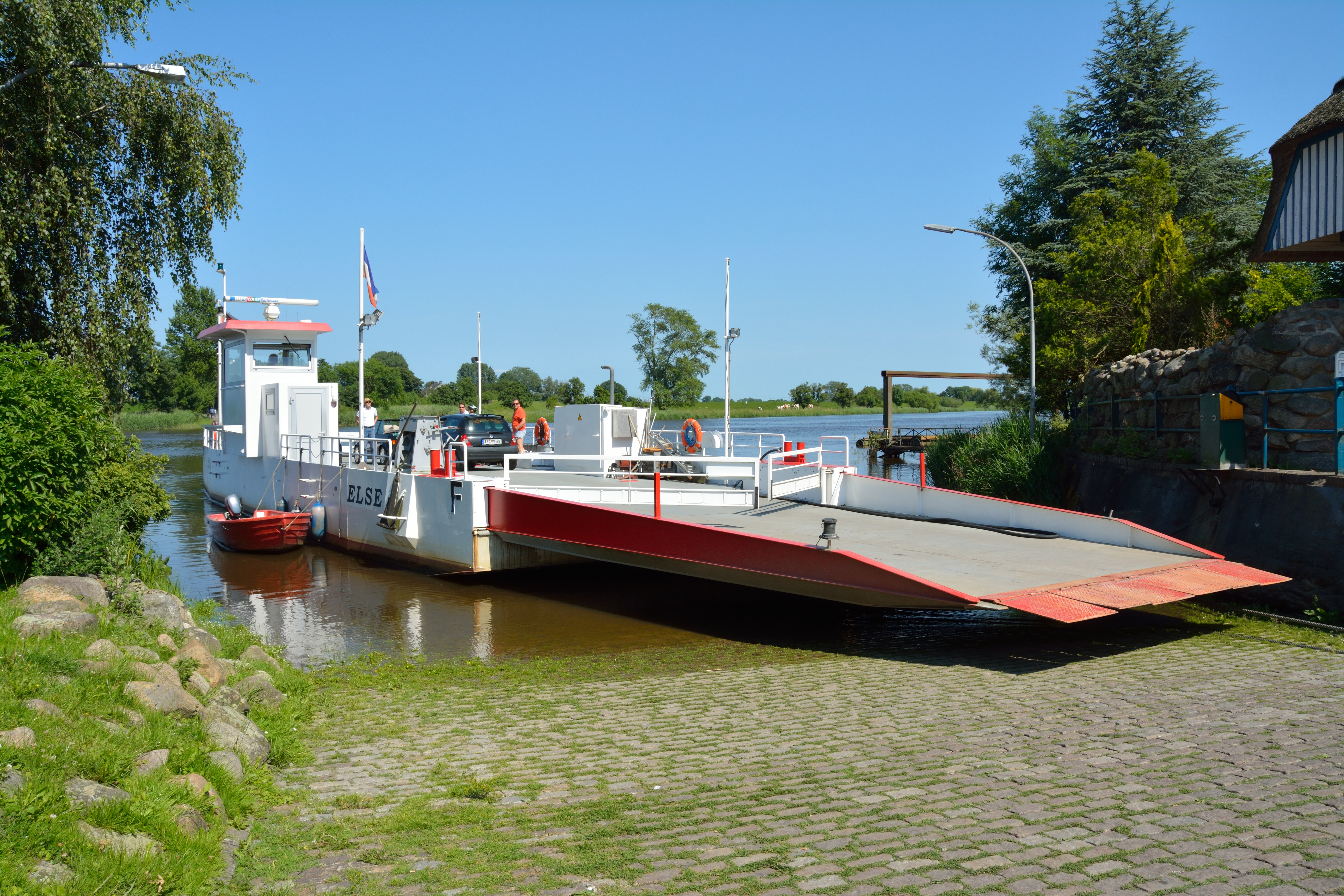
Else am Anleger